# Saint-Pons (Alpy Górnej Prowansji)
Saint-Pons – miejscowość i gmina we Francji, w regionie Prowansja-Alpy-Lazurowe Wybrzeże, w departamencie Alpy Górnej Prowansji.

## Nazwa
Nazwa miejscowości pochodzi od imienia św. Poncjusza z Cimiez, który w III wieku prowadził tu misję ewangelizacyjną.

## Demografia
Według danych na rok 1990 gminę zamieszkiwało 507 osób, a gęstość zaludnienia wynosiła 16 osób/km². W styczniu 2015 r. Saint-Pons zamieszkiwało 756 osób, przy gęstości zaludnienia wynoszącej 23,6 osób/km².